# おじしゃま事件です
『おじしゃま事件です』（おじしゃまじけんです）は、KYOKOによる日本の漫画作品。『女性セブン』（小学館）2008年VOL8 - 2010年VOL45にて、『レッツゴー3匹』と交替連載していた。同名のブログもある。

## 概説
8匹の飼い猫と食事に訪れる猫の写真に、フキダシをつけた漫画。飼い猫は全て元野良猫のため、生年月日が不明の猫が多い。

## 登場人物
モジオ、モジオくん
推定1990年生まれ。連載終了の2週間後の2010年12月23日午前4時半に死去。キジトラの雄。一家の家長。外に汲み置きした水が好き。
りこ、リコちゃん
2003年5月18日生まれ。黒猫の雌。一家の長女だが、モジオ君以外の猫は苦手。ですます調の会話をする。
ミミコ
2005年11月25日生まれ。三毛猫の雌。マルチタレント志望だが、太っている。他の猫の誕生日が来ると、オリジナルソングを披露する。
むっくん、むぅむぅ、むぅ
推定2002年6月6日生まれ。シャム猫の雑種の雄。子猫好き。サッシのクレセント錠を開錠できる。
まつたろう、まつくん
推定2008年5月上旬生まれ。茶トラの雄。とめと仲が良い。
とめ
推定2008年6月下旬生まれ。白猫の雌で、化け猫志望。まつくん、ゆうくんと仲が良い。
とらお
推定2002年生まれ。茶トラの雄で、太っている。モジオくん、むぅむぅと仲が良い。網戸を開けることができる。
ゆうくん
2009年6月生まれ。黒猫の雄。一家の末っ子。むぅむぅ、とめと仲が良い。
外ネコ
餌を食べに訪れる他の家の飼い猫や野良猫たち。
保護ネコ
保護された野良猫。獣医師による病気の検査や去勢がされた後、里親が探される。
おかーさん
漫画の作者のKYOKO。女性。
Shunさん、MOMOさん
KYOKOの夫。

## 単行本
- 2011年6月17日、河出書房新社から発売。
  - 全144ページ。女性セブン掲載時はモノクロであったが、一部のページがカラー化され、コマ割も変更されている。
  - 帯の推薦文は、萩尾望都。
  - 編集はURA EVO[1]。
  - 登場する猫は、モジオ、リコ、ミミコ、とらおと外ネコ。